# Kvalspelet till världsmästerskapet i fotboll 2018 (Conmebol)
CONMEBOL-kvalspelet till världsmästerskapet i fotboll 2018 var fotbollskonfederationen Conmebol:s (Sydamerika) kvaltävlingar till världsmästerskapet i fotboll 2018 i Ryssland. Samtliga 10 medlemmar tävlade om fyra direktplatser och en playoffplats till mästerskapet. Playoffspelet avgjordes mot det segrande laget från OFC (Oceanien). Kvalet inleddes 5 oktober 2015 och avslutades 10 oktober 2017.

## Tabeller
| Nr | CONMEBOL ( ) | S  | V  | O | F  | GM | IM | MS  | P  |
| -- | ------------ | -- | -- | - | -- | -- | -- | --- | -- |
| 1  | Brasilien    | 18 | 12 | 5 | 1  | 41 | 11 | +30 | 41 |
| 2  | Uruguay      | 18 | 9  | 4 | 5  | 32 | 20 | +12 | 31 |
| 3  | Argentina    | 18 | 7  | 7 | 4  | 19 | 16 | +3  | 28 |
| 4  | Colombia     | 18 | 7  | 6 | 5  | 21 | 19 | +2  | 27 |
| 5  | Peru         | 18 | 7  | 5 | 6  | 27 | 26 | +1  | 26 |
| 6  | Chile        | 18 | 8  | 2 | 8  | 26 | 27 | −1  | 26 |
| 7  | Paraguay     | 18 | 7  | 3 | 8  | 19 | 25 | −6  | 24 |
| 8  | Ecuador      | 18 | 6  | 2 | 10 | 26 | 29 | −3  | 20 |
| 9  | Bolivia      | 18 | 4  | 2 | 12 | 16 | 38 | −22 | 14 |
| 10 | Venezuela    | 18 | 2  | 6 | 10 | 20 | 35 | −15 | 12 |

| CONMEBOL ( ) |     |     |     |     |     |     |     |     |     |     |
| Argentina    | —   | 2–0 | 1–1 | 1–0 | 3–0 | 0–2 | 0–1 | 0–0 | 1–0 | 1–1 |
| Bolivia      | 2–0 | —   | 0–0 | 1–0 | 2–3 | 2–2 | 1–0 | 2–0 | 0–2 | 4–2 |
| Brasilien    | 3–0 | 5–0 | —   | 3–0 | 2–1 | 2–0 | 3–0 | 3–0 | 2–2 | 3–1 |
| Chile        | 1–2 | 0–0 | 2–0 | —   | 1–1 | 2–1 | 0–3 | 2–1 | 2–1 | 3–1 |
| Colombia     | 0–1 | 1–0 | 1–1 | 0–0 | —   | 3–1 | 1–2 | 2–0 | 2–2 | 2–0 |
| Ecuador      | 1–3 | 2–0 | 0–3 | 3–0 | 0–2 | —   | 2–2 | 1–2 | 2–1 | 3–0 |
| Paraguay     | 0–0 | 2–1 | 2–2 | 2–1 | 0–1 | 2–1 | —   | 1–4 | 1–2 | 0–1 |
| Peru         | 2–2 | 2–1 | 0–2 | 3–4 | 1–1 | 2–1 | 1–0 | —   | 2–1 | 2–2 |
| Uruguay      | 0–0 | 4–2 | 1–4 | 3–0 | 3–0 | 2–1 | 4–0 | 1–0 | —   | 3–0 |
| Venezuela    | 2–2 | 5–0 | 0–2 | 1–4 | 0–0 | 1–3 | 0–1 | 2–2 | 0–0 | —   |

Placering i poängtabell efter omgång
| Lag / Omgång | 1  | 2  | 3  | 4  | 5  | 6  | 7  | 8  | 9  | 10 | 11 | 12 | 13 | 14 | 15 | 16 | 17 | 18 |
| ------------ | -- | -- | -- | -- | -- | -- | -- | -- | -- | -- | -- | -- | -- | -- | -- | -- | -- | -- |
| Argentina    | /7 | 7  | 9  | 6  | 5  | 3  | 1  | 3  | 5  | 5  | 6  | 5  | 3  | 5  | 5  | 5  |    | 3  |
| Bolivia      | /7 | 10 | 7  | 8  | 9  | 9  | 8  | 8  | 9  | 9  | 10 | 9  | 9  | 9  | 9  | 9  |    | 9  |
| Brasilien    | /7 | 5  | 4  | 3  | 3  | 6  | 5  | 2  | 2  | 1  | 1  | 1  | 1  | 1  | 1  | 1  | 1  | 1  |
| Chile        | /1 | 3  | 2  | 5  | 6  | 4  | 7  | 7  | 7  | 7  | 5  | 4  | 6  | 4  | 4  | 6  |    | 6  |
| Colombia     | /1 | 6  | 6  | 7  | 7  | 5  | 3  | 4  | 4  | 4  | 3  | 6  | 4  | 2  | 2  | 3  |    | 4  |
| Ecuador      | /1 | 2  | 1  | 1  | 1  | 2  | 4  | 5  | 3  | 3  | 4  | 3  | 5  | 6  | 8  | 8  |    | 8  |
| Paraguay     | 5  | 4  | 5  | 4  | 4  | 7  | 6  | 6  | 6  | 6  | 7  | 7  | 7  | 8  | 7  | 7  |    | 7  |
| Peru         | /7 | 8  | 8  | 9  | 8  | 8  | 9  | 9  | 8  | 8  | 8  | 8  | 8  | 7  | 6  | 4  |    | 5  |
| Uruguay      | /1 | 1  | 3  | 2  | 2  | 1  | 2  | 1  | 1  | 2  | 2  | 2  | 2  | 3  | 3  | 2  | 2  | 2  |
| Venezuela    | 6  | 9  | 10 | 10 | 10 | 10 | 10 | 10 | 10 | 10 | 9  | 10 | 10 | 10 | 10 | 10 |    | 10 |

## Matchdagar
Notera att matcherna är presenterade i tidsangivelsen UTC, koordinerad universell tid, med den lokala tiden för matchstart.

### Omgång 1
Det sydamerikanska kvalspelet inleddes den 8 oktober 2015, där samtliga tio lag spelade på samma dag, men på olika matchstartstider. Nio mål gjordes på de fem matcherna. Domarna delade ut 18 gula kort, samt ett rött kort.
| 1           | 8 oktober 2015 | Bolivia | 0 – 2   | Uruguay                            | Estadio Hernando Siles                                                                                                 | |
| 16:00 UTC−4 | 16:00 UTC−4    |         | (0 – 1) | 10′ Martín Cáceres 68′ Diego Godín | La Paz, Bolivia · Publik: 38 730 · Domare: Patricio Loustau (Argentina) · Rött kort: Jair Torrico, Bolivia ( 20', 71') | La Paz, Bolivia · Publik: 38 730 · Domare: Patricio Loustau (Argentina) · Rött kort: Jair Torrico, Bolivia ( 20', 71') |
| 16:00 UTC−4 | 16:00 UTC−4    |         |         |                                    | La Paz, Bolivia · Publik: 38 730 · Domare: Patricio Loustau (Argentina) · Rött kort: Jair Torrico, Bolivia ( 20', 71') | La Paz, Bolivia · Publik: 38 730 · Domare: Patricio Loustau (Argentina) · Rött kort: Jair Torrico, Bolivia ( 20', 71') |
| 16:00 UTC−4 | 16:00 UTC−4    |         |         |                                    | La Paz, Bolivia · Publik: 38 730 · Domare: Patricio Loustau (Argentina) · Rött kort: Jair Torrico, Bolivia ( 20', 71') | La Paz, Bolivia · Publik: 38 730 · Domare: Patricio Loustau (Argentina) · Rött kort: Jair Torrico, Bolivia ( 20', 71') |

Detta var Uruguays först vinst som gästande lag i Bolivia sedan 1961. Bolivia har spelat oavgjort vid fyra matcher samt vunnit fem matcher i VM-kvalspelet mot Uruguay på hemmaplan. Bägge målen gjordes av Uruguays försvarare; vänsterbacken Martín Cáceres och mittbacken Diego Godín. Lagets största offensiva stjärnor vid tillfället, anfallarna Edinson Cavani och Luis Suárez spelade ej på grund av avstängningar. Förbundskaptenen Óscar Tabárez var även han avstängd.
Arenan Estadio Hernando Siles ligger 3 650 m ö.h. och har fått specialtillstånd av Fifa att få anordna kvalmatcher, då regelverket enbart tillåter att matcher får spelas på arenor under 3 000 m ö.h. Vid den senaste kvalmatchen under CONMEBOL-kvalspelet till VM 2014, vann Bolivia på hemmaplan med slutsiffran 4–1.
| 2           | 8 oktober 2015 | Colombia                                  | 2 – 0   | Peru | Estadio Metropolitano Roberto Meléndez                                 |                                                                        |
| 15:30 UTC−5 | 15:30 UTC−5    | Teófilo Gutiérrez 36′ Edwin Cardona 90+5′ | (1 – 0) |      | Barranquilla, Colombia Publik: 45 530 Domare: Antonio Arias (Paraguay) | Barranquilla, Colombia Publik: 45 530 Domare: Antonio Arias (Paraguay) |
| 15:30 UTC−5 | 15:30 UTC−5    |                                           |         |      | Barranquilla, Colombia Publik: 45 530 Domare: Antonio Arias (Paraguay) | Barranquilla, Colombia Publik: 45 530 Domare: Antonio Arias (Paraguay) |
| 15:30 UTC−5 | 15:30 UTC−5    |                                           |         |      | Barranquilla, Colombia Publik: 45 530 Domare: Antonio Arias (Paraguay) | Barranquilla, Colombia Publik: 45 530 Domare: Antonio Arias (Paraguay) |

| 3              | 8 oktober 2015 | Venezuela | 0 – 1   | Paraguay            | Estadio Cachamay                                                            |                                                                             |
| 16:30 UTC−4:30 | 16:30 UTC−4:30 |           | (0 – 0) | 85′ Derlis González | Puerto Ordaz, Venezuela Publik: 36 291 Domare: Hernando Buitrago (Colombia) | Puerto Ordaz, Venezuela Publik: 36 291 Domare: Hernando Buitrago (Colombia) |
| 16:30 UTC−4:30 | 16:30 UTC−4:30 |           |         |                     | Puerto Ordaz, Venezuela Publik: 36 291 Domare: Hernando Buitrago (Colombia) | Puerto Ordaz, Venezuela Publik: 36 291 Domare: Hernando Buitrago (Colombia) |
| 16:30 UTC−4:30 | 16:30 UTC−4:30 |           |         |                     | Puerto Ordaz, Venezuela Publik: 36 291 Domare: Hernando Buitrago (Colombia) | Puerto Ordaz, Venezuela Publik: 36 291 Domare: Hernando Buitrago (Colombia) |

| 4           | 8 oktober 2015 | Chile                                 | 2 – 0   | Brasilien | Estadio Nacional de Chile                                       |                                                                 |
| 20:30 UTC−3 | 20:30 UTC−3    | Eduardo Vargas 72′ Alexis Sánchez 88′ | (0 – 0) |           | Santiago, Chile Publik: 42 510 Domare: Roddy Zambrano (Ecuador) | Santiago, Chile Publik: 42 510 Domare: Roddy Zambrano (Ecuador) |
| 20:30 UTC−3 | 20:30 UTC−3    |                                       |         |           | Santiago, Chile Publik: 42 510 Domare: Roddy Zambrano (Ecuador) | Santiago, Chile Publik: 42 510 Domare: Roddy Zambrano (Ecuador) |
| 20:30 UTC−3 | 20:30 UTC−3    |                                       |         |           | Santiago, Chile Publik: 42 510 Domare: Roddy Zambrano (Ecuador) | Santiago, Chile Publik: 42 510 Domare: Roddy Zambrano (Ecuador) |

De dåvarande regerande sydamerikanska mästarna (segrare av Copa América 2015) Chile besegrade Brasilien på hemmaplan i Chiles nationalarena efter mål av Eduardo Vargas och Alexis Sánchez. Detta var förbundskaptenen Jorge Sampaolis första vinst över Brasilien, och Chiles första vinst mot Brasilien sedan 15 augusti 2000, då laget vann med 3–0 vid kvalspelet till VM 2002.
| 5           | 8 oktober 2015 | Argentina | 0 – 2   | Ecuador                               | El Monumental                                                         |                                                                       |
| 21:00 UTC−3 | 21:00 UTC−3    |           | (0 – 0) | 81′ Frickson Erazo 82′ Felipe Caicedo | Buenos Aires, Argentina Publik: 40 100 Domare: Julio Bascuñán (Chile) | Buenos Aires, Argentina Publik: 40 100 Domare: Julio Bascuñán (Chile) |
| 21:00 UTC−3 | 21:00 UTC−3    |           |         |                                       | Buenos Aires, Argentina Publik: 40 100 Domare: Julio Bascuñán (Chile) | Buenos Aires, Argentina Publik: 40 100 Domare: Julio Bascuñán (Chile) |
| 21:00 UTC−3 | 21:00 UTC−3    |           |         |                                       | Buenos Aires, Argentina Publik: 40 100 Domare: Julio Bascuñán (Chile) | Buenos Aires, Argentina Publik: 40 100 Domare: Julio Bascuñán (Chile) |

### Omgång 2
| 6           | 13 oktober 2015 | Ecuador                                       | 2 – 0   | Bolivia | Estadio Olímpico Atahualpa                                     |                                                                |
| 16:00 UTC−5 | 16:00 UTC−5     | Miler Bolaños 81′ Felipe Caicedo 90+5′ (str.) | (0 – 0) |         | Quito, Ecuador Publik: 28 054 Domare: Sandro Ricci (Brasilien) | Quito, Ecuador Publik: 28 054 Domare: Sandro Ricci (Brasilien) |
| 16:00 UTC−5 | 16:00 UTC−5     |                                               |         |         | Quito, Ecuador Publik: 28 054 Domare: Sandro Ricci (Brasilien) | Quito, Ecuador Publik: 28 054 Domare: Sandro Ricci (Brasilien) |
| 16:00 UTC−5 | 16:00 UTC−5     |                                               |         |         | Quito, Ecuador Publik: 28 054 Domare: Sandro Ricci (Brasilien) | Quito, Ecuador Publik: 28 054 Domare: Sandro Ricci (Brasilien) |

| 7           | 13 oktober 2015 | Uruguay                                            | 3 – 0   | Colombia | Estadio Centenario                                                                                                   | |
| 20:00 UTC−3 | 20:00 UTC−3     | Diego Godín 34′ Diego Rolán 51′ Abel Hernández 87′ | (1 – 0) |          | Montevideo, Uruguay · Publik: 40 124 · Domare: Héber Lopes (Brasilien) · Rött kort: Juan Cuadrado, Colombia ( 90+3') | Montevideo, Uruguay · Publik: 40 124 · Domare: Héber Lopes (Brasilien) · Rött kort: Juan Cuadrado, Colombia ( 90+3') |
| 20:00 UTC−3 | 20:00 UTC−3     |                                                    |         |          | Montevideo, Uruguay · Publik: 40 124 · Domare: Héber Lopes (Brasilien) · Rött kort: Juan Cuadrado, Colombia ( 90+3') | Montevideo, Uruguay · Publik: 40 124 · Domare: Héber Lopes (Brasilien) · Rött kort: Juan Cuadrado, Colombia ( 90+3') |
| 20:00 UTC−3 | 20:00 UTC−3     |                                                    |         |          | Montevideo, Uruguay · Publik: 40 124 · Domare: Héber Lopes (Brasilien) · Rött kort: Juan Cuadrado, Colombia ( 90+3') | Montevideo, Uruguay · Publik: 40 124 · Domare: Héber Lopes (Brasilien) · Rött kort: Juan Cuadrado, Colombia ( 90+3') |

| 8           | 13 oktober 2015 | Paraguay | 0 – 0   | Argentina | Estadio Defensores del Chaco                                     |                                                                  |
| 21:00 UTC−3 | 21:00 UTC−3     |          | (0 – 0) |           | Asunción, Paraguay Publik: 37 471 Domare: Andrés Cunha (Uruguay) | Asunción, Paraguay Publik: 37 471 Domare: Andrés Cunha (Uruguay) |
| 21:00 UTC−3 | 21:00 UTC−3     |          |         |           | Asunción, Paraguay Publik: 37 471 Domare: Andrés Cunha (Uruguay) | Asunción, Paraguay Publik: 37 471 Domare: Andrés Cunha (Uruguay) |
| 21:00 UTC−3 | 21:00 UTC−3     |          |         |           | Asunción, Paraguay Publik: 37 471 Domare: Andrés Cunha (Uruguay) | Asunción, Paraguay Publik: 37 471 Domare: Andrés Cunha (Uruguay) |

| 9           | 13 oktober 2015 | Brasilien                                            | 3 – 1   | Venezuela            | Castelão                                                            |                                                                     |
| 22:00 UTC−3 | 22:00 UTC−3     | Willian Borges da Silva 1′, 42′ Ricardo Oliveira 73′ | (2 – 0) | 64′ Christian Santos | Fortaleza, Brasilien Publik: 38 970 Domare: Darío Ubriaco (Uruguay) | Fortaleza, Brasilien Publik: 38 970 Domare: Darío Ubriaco (Uruguay) |
| 22:00 UTC−3 | 22:00 UTC−3     |                                                      |         |                      | Fortaleza, Brasilien Publik: 38 970 Domare: Darío Ubriaco (Uruguay) | Fortaleza, Brasilien Publik: 38 970 Domare: Darío Ubriaco (Uruguay) |
| 22:00 UTC−3 | 22:00 UTC−3     |                                                      |         |                      | Fortaleza, Brasilien Publik: 38 970 Domare: Darío Ubriaco (Uruguay) | Fortaleza, Brasilien Publik: 38 970 Domare: Darío Ubriaco (Uruguay) |

| 10          | 13 oktober 2015 | Peru                                                  | 3 – 4   | Chile                                          | Estadio Nacional del Perú                                                                                 | |
| 21:15 UTC−5 | 21:15 UTC−5     | Jefferson Farfán 10′, 36′ (str.) Paolo Guerrero 90+2′ | (2 – 3) | 7′, 44′ Alexis Sánchez 41′, 49′ Eduardo Vargas | Lima, Peru · Publik: 46 320 · Domare: Néstor Pitana (Argentina) · Rött kort: Christian Cueva, Peru ( 23') | Lima, Peru · Publik: 46 320 · Domare: Néstor Pitana (Argentina) · Rött kort: Christian Cueva, Peru ( 23') |
| 21:15 UTC−5 | 21:15 UTC−5     |                                                       |         |                                                | Lima, Peru · Publik: 46 320 · Domare: Néstor Pitana (Argentina) · Rött kort: Christian Cueva, Peru ( 23') | Lima, Peru · Publik: 46 320 · Domare: Néstor Pitana (Argentina) · Rött kort: Christian Cueva, Peru ( 23') |
| 21:15 UTC−5 | 21:15 UTC−5     |                                                       |         |                                                | Lima, Peru · Publik: 46 320 · Domare: Néstor Pitana (Argentina) · Rött kort: Christian Cueva, Peru ( 23') | Lima, Peru · Publik: 46 320 · Domare: Néstor Pitana (Argentina) · Rött kort: Christian Cueva, Peru ( 23') |

Chile besegrade Peru på bortaplan under Clásico del Pacífico, Stillahavs-klassikern, med slutsiffran 4–3. Detta var lagens 78:e officiella inbördesmöte i landslagssammanhang, sedan det första mötet 1935. Likt föregående match mot Brasilien så gjordes Chiles mål av Alexis Sánchez och Eduardo Vargas.

### Omgång 3
| 11          | 12 november 2015 | Bolivia                                                                 | 4 – 2   | Venezuela                           | Estadio Hernando Siles                                                                                                | |
| 16:00 UTC−4 | 16:00 UTC−4      | Rodrigo Ramallo 19′, 45+1′ Juan Carlos Arce 23′ (str.) Rudy Cardozo 49′ | (3 – 1) | 32′ Mario Rondón 55′ Richard Blanco | La Paz, Bolivia · Publik: 19 000 · Domare: Víctor Carrillo (Peru) · Rött kort: Luis Manuel Seijas, Venezuela ( 90+1') | La Paz, Bolivia · Publik: 19 000 · Domare: Víctor Carrillo (Peru) · Rött kort: Luis Manuel Seijas, Venezuela ( 90+1') |
| 16:00 UTC−4 | 16:00 UTC−4      |                                                                         |         |                                     | La Paz, Bolivia · Publik: 19 000 · Domare: Víctor Carrillo (Peru) · Rött kort: Luis Manuel Seijas, Venezuela ( 90+1') | La Paz, Bolivia · Publik: 19 000 · Domare: Víctor Carrillo (Peru) · Rött kort: Luis Manuel Seijas, Venezuela ( 90+1') |
| 16:00 UTC−4 | 16:00 UTC−4      |                                                                         |         |                                     | La Paz, Bolivia · Publik: 19 000 · Domare: Víctor Carrillo (Peru) · Rött kort: Luis Manuel Seijas, Venezuela ( 90+1') | La Paz, Bolivia · Publik: 19 000 · Domare: Víctor Carrillo (Peru) · Rött kort: Luis Manuel Seijas, Venezuela ( 90+1') |

| 12          | 12 november 2015 | Ecuador                               | 2 – 1   | Uruguay            | Estadio Olímpico Atahualpa                                        |                                                                   |
| 16:00 UTC−5 | 16:00 UTC−5      | Felipe Caicedo 23′ Fidel Martínez 59′ | (1 – 0) | 49′ Edinson Cavani | Quito, Ecuador Publik: 33 000 Domare: Ricardo Marques (Brasilien) | Quito, Ecuador Publik: 33 000 Domare: Ricardo Marques (Brasilien) |
| 16:00 UTC−5 | 16:00 UTC−5      |                                       |         |                    | Quito, Ecuador Publik: 33 000 Domare: Ricardo Marques (Brasilien) | Quito, Ecuador Publik: 33 000 Domare: Ricardo Marques (Brasilien) |
| 16:00 UTC−5 | 16:00 UTC−5      |                                       |         |                    | Quito, Ecuador Publik: 33 000 Domare: Ricardo Marques (Brasilien) | Quito, Ecuador Publik: 33 000 Domare: Ricardo Marques (Brasilien) |

| 13          | 12 november 2015 | Chile            | 1 – 1   | Colombia            | Estadio Nacional de Chile                                         |                                                                   |
| 20:30 UTC−3 | 20:30 UTC−3      | Arturo Vidal 44′ | (1 – 0) | 67′ James Rodríguez | Santiago, Chile Publik: 45 312 Domare: Enrique Cáceres (Paraguay) | Santiago, Chile Publik: 45 312 Domare: Enrique Cáceres (Paraguay) |
| 20:30 UTC−3 | 20:30 UTC−3      |                  |         |                     | Santiago, Chile Publik: 45 312 Domare: Enrique Cáceres (Paraguay) | Santiago, Chile Publik: 45 312 Domare: Enrique Cáceres (Paraguay) |
| 20:30 UTC−3 | 20:30 UTC−3      |                  |         |                     | Santiago, Chile Publik: 45 312 Domare: Enrique Cáceres (Paraguay) | Santiago, Chile Publik: 45 312 Domare: Enrique Cáceres (Paraguay) |

| 14          | 13 november 2015 | Argentina            | 1 – 1   | Brasilien      | El Monumental | |
| 21:00 UTC−3 | 21:00 UTC−3      | Ezequiel Lavezzi 34′ | (1 – 0) | 58′ Lucas Lima | Buenos Aires, Argentina · Publik: 40 000 · Domare: Antonio Arias (Paraguay) · Rött kort: David Luiz, Brasilien ( 87', 88') | Buenos Aires, Argentina · Publik: 40 000 · Domare: Antonio Arias (Paraguay) · Rött kort: David Luiz, Brasilien ( 87', 88') |
| 21:00 UTC−3 | 21:00 UTC−3      |                      |         |                | Buenos Aires, Argentina · Publik: 40 000 · Domare: Antonio Arias (Paraguay) · Rött kort: David Luiz, Brasilien ( 87', 88') | Buenos Aires, Argentina · Publik: 40 000 · Domare: Antonio Arias (Paraguay) · Rött kort: David Luiz, Brasilien ( 87', 88') |
| 21:00 UTC−3 | 21:00 UTC−3      |                      |         |                | Buenos Aires, Argentina · Publik: 40 000 · Domare: Antonio Arias (Paraguay) · Rött kort: David Luiz, Brasilien ( 87', 88') | Buenos Aires, Argentina · Publik: 40 000 · Domare: Antonio Arias (Paraguay) · Rött kort: David Luiz, Brasilien ( 87', 88') |

| 15          | 13 november 2015 | Peru                 | 1 – 0   | Paraguay | Estadio Nacional del Perú                                |                                                          |
| 21:15 UTC−5 | 21:15 UTC−5      | Jefferson Farfán 20′ | (1 – 0) |          | Lima, Peru Publik: 40 000 Domare: Julio Bascuñán (Chile) | Lima, Peru Publik: 40 000 Domare: Julio Bascuñán (Chile) |
| 21:15 UTC−5 | 21:15 UTC−5      |                      |         |          | Lima, Peru Publik: 40 000 Domare: Julio Bascuñán (Chile) | Lima, Peru Publik: 40 000 Domare: Julio Bascuñán (Chile) |
| 21:15 UTC−5 | 21:15 UTC−5      |                      |         |          | Lima, Peru Publik: 40 000 Domare: Julio Bascuñán (Chile) | Lima, Peru Publik: 40 000 Domare: Julio Bascuñán (Chile) |

### Omgång 4
| 16          | 17 november 2015 | Colombia | 0 – 1   | Argentina        | Estadio Metropolitano Roberto Meléndez                              |                                                                     |
| 15:30 UTC−5 | 15:30 UTC−5      |          | (0 – 1) | 19′ Lucas Biglia | Barranquilla, Colombia Publik: 45 000 Domare: Carlos Vera (Ecuador) | Barranquilla, Colombia Publik: 45 000 Domare: Carlos Vera (Ecuador) |
| 15:30 UTC−5 | 15:30 UTC−5      |          |         |                  | Barranquilla, Colombia Publik: 45 000 Domare: Carlos Vera (Ecuador) | Barranquilla, Colombia Publik: 45 000 Domare: Carlos Vera (Ecuador) |
| 15:30 UTC−5 | 15:30 UTC−5      |          |         |                  | Barranquilla, Colombia Publik: 45 000 Domare: Carlos Vera (Ecuador) | Barranquilla, Colombia Publik: 45 000 Domare: Carlos Vera (Ecuador) |

| 17             | 17 november 2015 | Venezuela          | 1 – 3   | Ecuador                                                     | Estadio Cachamay                                                     |                                                                      |
| 16:30 UTC−4:30 | 16:30 UTC−4:30   | Josef Martínez 84′ | (0 – 2) | 15′ Fidel Martínez 23′ Jefferson Montero 60′ Felipe Caicedo | Puerto Ordaz, Venezuela Publik: 36 000 Domare: Gery Vargas (Bolivia) | Puerto Ordaz, Venezuela Publik: 36 000 Domare: Gery Vargas (Bolivia) |
| 16:30 UTC−4:30 | 16:30 UTC−4:30   |                    |         |                                                             | Puerto Ordaz, Venezuela Publik: 36 000 Domare: Gery Vargas (Bolivia) | Puerto Ordaz, Venezuela Publik: 36 000 Domare: Gery Vargas (Bolivia) |
| 16:30 UTC−4:30 | 16:30 UTC−4:30   |                    |         |                                                             | Puerto Ordaz, Venezuela Publik: 36 000 Domare: Gery Vargas (Bolivia) | Puerto Ordaz, Venezuela Publik: 36 000 Domare: Gery Vargas (Bolivia) |

| 18          | 17 november 2015 | Uruguay                                               | 3 – 0   | Chile | Estadio Centenario | |
| 20:00 UTC−3 | 20:00 UTC−3      | Diego Godín 23′ Álvaro Pereira 61′ Martín Cáceres 65′ | (1 – 0) |       | Montevideo, Uruguay · Publik: 50 000 · Domare: Wilmar Roldán (Colombia) · Rött kort: Jorge Valdivia, Chile (tilldelades efter matchslut) | Montevideo, Uruguay · Publik: 50 000 · Domare: Wilmar Roldán (Colombia) · Rött kort: Jorge Valdivia, Chile (tilldelades efter matchslut) |
| 20:00 UTC−3 | 20:00 UTC−3      |                                                       |         |       | Montevideo, Uruguay · Publik: 50 000 · Domare: Wilmar Roldán (Colombia) · Rött kort: Jorge Valdivia, Chile (tilldelades efter matchslut) | Montevideo, Uruguay · Publik: 50 000 · Domare: Wilmar Roldán (Colombia) · Rött kort: Jorge Valdivia, Chile (tilldelades efter matchslut) |
| 20:00 UTC−3 | 20:00 UTC−3      |                                                       |         |       | Montevideo, Uruguay · Publik: 50 000 · Domare: Wilmar Roldán (Colombia) · Rött kort: Jorge Valdivia, Chile (tilldelades efter matchslut) | Montevideo, Uruguay · Publik: 50 000 · Domare: Wilmar Roldán (Colombia) · Rött kort: Jorge Valdivia, Chile (tilldelades efter matchslut) |

| 19          | 17 november 2015 | Paraguay                            | 2 – 1   | Bolivia         | Estadio Defensores del Chaco                                                                                                 | |
| 20:00 UTC−3 | 20:00 UTC−3      | Dario Lezcano 61′ Lucas Barrios 64′ | (0 – 0) | 59′ Yasmani Duk | Asunción, Paraguay · Publik: 20 000 · Domare: José Argote (Venezuela) · Rött kort: Pablo César Aguilar, Paraguay ( 49', 86') | Asunción, Paraguay · Publik: 20 000 · Domare: José Argote (Venezuela) · Rött kort: Pablo César Aguilar, Paraguay ( 49', 86') |
| 20:00 UTC−3 | 20:00 UTC−3      |                                     |         |                 | Asunción, Paraguay · Publik: 20 000 · Domare: José Argote (Venezuela) · Rött kort: Pablo César Aguilar, Paraguay ( 49', 86') | Asunción, Paraguay · Publik: 20 000 · Domare: José Argote (Venezuela) · Rött kort: Pablo César Aguilar, Paraguay ( 49', 86') |
| 20:00 UTC−3 | 20:00 UTC−3      |                                     |         |                 | Asunción, Paraguay · Publik: 20 000 · Domare: José Argote (Venezuela) · Rött kort: Pablo César Aguilar, Paraguay ( 49', 86') | Asunción, Paraguay · Publik: 20 000 · Domare: José Argote (Venezuela) · Rött kort: Pablo César Aguilar, Paraguay ( 49', 86') |

| 20          | 17 november 2015 | Brasilien                                            | 3 – 0   | Peru | Arena Fonte Nova                                                        |                                                                         |
| 21:00 UTC−3 | 21:00 UTC−3      | Douglas Costa 22′ Renato Augusto 57′ Filipe Luís 76′ | (1 – 0) |      | Salvador, Brasilien Publik: 45 558 Domare: Hernando Buitrago (Colombia) | Salvador, Brasilien Publik: 45 558 Domare: Hernando Buitrago (Colombia) |
| 21:00 UTC−3 | 21:00 UTC−3      |                                                      |         |      | Salvador, Brasilien Publik: 45 558 Domare: Hernando Buitrago (Colombia) | Salvador, Brasilien Publik: 45 558 Domare: Hernando Buitrago (Colombia) |
| 21:00 UTC−3 | 21:00 UTC−3      |                                                      |         |      | Salvador, Brasilien Publik: 45 558 Domare: Hernando Buitrago (Colombia) | Salvador, Brasilien Publik: 45 558 Domare: Hernando Buitrago (Colombia) |

### Omgång 5
| 21          | 24 mars 2016 | Bolivia                                      | 2 – 3   | Colombia                                              | Estadio Hernando Siles                                                    |                                                                           |
| 16:00 UTC−4 | 16:00 UTC−4  | Juan Carlos Arce 50′ Alejandro Chumacero 62′ | (0 – 2) | 8′ James Rodríguez 41′ Carlos Bacca 90′ Edwin Cardona | La Paz, Bolivia Publik: 16 765 Domare: Wilton Pereira Sampaio (Brasilien) | La Paz, Bolivia Publik: 16 765 Domare: Wilton Pereira Sampaio (Brasilien) |
| 16:00 UTC−4 | 16:00 UTC−4  |                                              |         |                                                       | La Paz, Bolivia Publik: 16 765 Domare: Wilton Pereira Sampaio (Brasilien) | La Paz, Bolivia Publik: 16 765 Domare: Wilton Pereira Sampaio (Brasilien) |
| 16:00 UTC−4 | 16:00 UTC−4  |                                              |         |                                                       | La Paz, Bolivia Publik: 16 765 Domare: Wilton Pereira Sampaio (Brasilien) | La Paz, Bolivia Publik: 16 765 Domare: Wilton Pereira Sampaio (Brasilien) |

| 22          | 24 mars 2016 | Ecuador                             | 2 – 2   | Paraguay               | Estadio Olímpico Atahualpa                                       |                                                                  |
| 16:00 UTC−5 | 16:00 UTC−5  | Enner Valencia 20′ Ángel Mena 90+2′ | (1 – 1) | 38′, 59′ Dario Lezcano | Quito, Ecuador Publik: 34 817 Domare: Daniel Fedorczuk (Uruguay) | Quito, Ecuador Publik: 34 817 Domare: Daniel Fedorczuk (Uruguay) |
| 16:00 UTC−5 | 16:00 UTC−5  |                                     |         |                        | Quito, Ecuador Publik: 34 817 Domare: Daniel Fedorczuk (Uruguay) | Quito, Ecuador Publik: 34 817 Domare: Daniel Fedorczuk (Uruguay) |
| 16:00 UTC−5 | 16:00 UTC−5  |                                     |         |                        | Quito, Ecuador Publik: 34 817 Domare: Daniel Fedorczuk (Uruguay) | Quito, Ecuador Publik: 34 817 Domare: Daniel Fedorczuk (Uruguay) |

Ecuador var fram till matchen mot Paraguay obesegrade med fyra vinster i kvalspelet. Laget lyckades kvittera på stopptid på Estadio Olímpico Atahualpa, med Ángel Menas mål i den 92:a spelminuten, vilket gjorde dem till det enda obesegrade laget efter fem omgångar.
| 23          | 24 mars 2016 | Chile                | 1 – 2   | Argentina                              | Estadio Nacional de Chile                                      |                                                                |
| 20:30 UTC−3 | 20:30 UTC−3  | Felipe Gutiérrez 11′ | (1 – 2) | 20′ Ángel Di María 25′ Gabriel Mercado | Santiago, Chile Publik: 44 536 Domare: Héber Lopes (Brasilien) | Santiago, Chile Publik: 44 536 Domare: Héber Lopes (Brasilien) |
| 20:30 UTC−3 | 20:30 UTC−3  |                      |         |                                        | Santiago, Chile Publik: 44 536 Domare: Héber Lopes (Brasilien) | Santiago, Chile Publik: 44 536 Domare: Héber Lopes (Brasilien) |
| 20:30 UTC−3 | 20:30 UTC−3  |                      |         |                                        | Santiago, Chile Publik: 44 536 Domare: Héber Lopes (Brasilien) | Santiago, Chile Publik: 44 536 Domare: Héber Lopes (Brasilien) |

| 24          | 24 mars 2016 | Peru                                  | 2 – 2   | Venezuela                                    | Estadio Nacional del Perú                                    |                                                              |
| 21:15 UTC−5 | 21:15 UTC−5  | Paolo Guerrero 61′ Raúl Ruidíaz 90+4′ | (0 – 1) | 33′ (str.) Rómulo Otero 57′ Mikel Villanueva | Lima, Peru Publik: 35 459 Domare: Enrique Cáceres (Paraguay) | Lima, Peru Publik: 35 459 Domare: Enrique Cáceres (Paraguay) |
| 21:15 UTC−5 | 21:15 UTC−5  |                                       |         |                                              | Lima, Peru Publik: 35 459 Domare: Enrique Cáceres (Paraguay) | Lima, Peru Publik: 35 459 Domare: Enrique Cáceres (Paraguay) |
| 21:15 UTC−5 | 21:15 UTC−5  |                                       |         |                                              | Lima, Peru Publik: 35 459 Domare: Enrique Cáceres (Paraguay) | Lima, Peru Publik: 35 459 Domare: Enrique Cáceres (Paraguay) |

| 25          | 25 mars 2016 | Brasilien                           | 2 – 2   | Uruguay                            | Arena Pernambuco                                                   |                                                                    |
| 21:45 UTC−3 | 21:45 UTC−3  | Douglas Costa 1′ Renato Augusto 25′ | (2 – 1) | 30′ Edinson Cavani 48′ Luis Suárez | Recife, Brasilien Publik: 45 010 Domare: Néstor Pitana (Argentina) | Recife, Brasilien Publik: 45 010 Domare: Néstor Pitana (Argentina) |
| 21:45 UTC−3 | 21:45 UTC−3  |                                     |         |                                    | Recife, Brasilien Publik: 45 010 Domare: Néstor Pitana (Argentina) | Recife, Brasilien Publik: 45 010 Domare: Néstor Pitana (Argentina) |
| 21:45 UTC−3 | 21:45 UTC−3  |                                     |         |                                    | Recife, Brasilien Publik: 45 010 Domare: Néstor Pitana (Argentina) | Recife, Brasilien Publik: 45 010 Domare: Néstor Pitana (Argentina) |

### Omgång 6
| 26          | 29 mars 2016 | Colombia                                          | 3 – 1   | Ecuador            | Estadio Metropolitano Roberto Meléndez                              |                                                                     |
| 15:30 UTC−5 | 15:30 UTC−5  | Carlos Bacca 15′, 67′ Sebastián Pérez Cardona 48′ | (1 – 0) | 90′ Michael Arroyo | Barranquilla, Colombia Publik: 38 400 Domare: Enrique Osses (Chile) | Barranquilla, Colombia Publik: 38 400 Domare: Enrique Osses (Chile) |
| 15:30 UTC−5 | 15:30 UTC−5  |                                                   |         |                    | Barranquilla, Colombia Publik: 38 400 Domare: Enrique Osses (Chile) | Barranquilla, Colombia Publik: 38 400 Domare: Enrique Osses (Chile) |
| 15:30 UTC−5 | 15:30 UTC−5  |                                                   |         |                    | Barranquilla, Colombia Publik: 38 400 Domare: Enrique Osses (Chile) | Barranquilla, Colombia Publik: 38 400 Domare: Enrique Osses (Chile) |

| 27          | 29 mars 2016 | Uruguay            | 1 – 0   | Peru | Estadio Centenario                                                  |                                                                     |
| 20:00 UTC−3 | 20:00 UTC−3  | Edinson Cavani 51′ | (0 – 0) |      | Montevideo, Uruguay Publik: 55 000 Domare: Roddy Zambrano (Ecuador) | Montevideo, Uruguay Publik: 55 000 Domare: Roddy Zambrano (Ecuador) |
| 20:00 UTC−3 | 20:00 UTC−3  |                    |         |      | Montevideo, Uruguay Publik: 55 000 Domare: Roddy Zambrano (Ecuador) | Montevideo, Uruguay Publik: 55 000 Domare: Roddy Zambrano (Ecuador) |
| 20:00 UTC−3 | 20:00 UTC−3  |                    |         |      | Montevideo, Uruguay Publik: 55 000 Domare: Roddy Zambrano (Ecuador) | Montevideo, Uruguay Publik: 55 000 Domare: Roddy Zambrano (Ecuador) |

| 28             | 29 mars 2016   | Venezuela       | 1 – 4   | Chile                                             | Estadio Agustín Tovar                                       |                                                             |
| 19:00 UTC−4:30 | 19:00 UTC−4:30 | Rómulo Otero 9′ | (1 – 1) | 33′, 52′ Mauricio Pinilla 72′, 90+2′ Arturo Vidal | Barinas, Venezuela Publik: 24 101 Domare: Diego Haro (Peru) | Barinas, Venezuela Publik: 24 101 Domare: Diego Haro (Peru) |
| 19:00 UTC−4:30 | 19:00 UTC−4:30 |                 |         |                                                   | Barinas, Venezuela Publik: 24 101 Domare: Diego Haro (Peru) | Barinas, Venezuela Publik: 24 101 Domare: Diego Haro (Peru) |
| 19:00 UTC−4:30 | 19:00 UTC−4:30 |                 |         |                                                   | Barinas, Venezuela Publik: 24 101 Domare: Diego Haro (Peru) | Barinas, Venezuela Publik: 24 101 Domare: Diego Haro (Peru) |

| 29          | 29 mars 2016 | Argentina                                   | 2 – 0   | Bolivia | Estadio Mario Alberto Kempes                                           |                                                                        |
| 20:30 UTC−3 | 20:30 UTC−3  | Gabriel Mercado 20′ Lionel Messi 30′ (str.) | (2 – 0) |         | Córdoba, Argentina Publik: 53 000 Domare: Jesús Valenzuela (Venezuela) | Córdoba, Argentina Publik: 53 000 Domare: Jesús Valenzuela (Venezuela) |
| 20:30 UTC−3 | 20:30 UTC−3  |                                             |         |         | Córdoba, Argentina Publik: 53 000 Domare: Jesús Valenzuela (Venezuela) | Córdoba, Argentina Publik: 53 000 Domare: Jesús Valenzuela (Venezuela) |
| 20:30 UTC−3 | 20:30 UTC−3  |                                             |         |         | Córdoba, Argentina Publik: 53 000 Domare: Jesús Valenzuela (Venezuela) | Córdoba, Argentina Publik: 53 000 Domare: Jesús Valenzuela (Venezuela) |

| 30          | 29 mars 2016 | Paraguay                            | 2 – 2   | Brasilien                               | Estadio Defensores del Chaco                                       |                                                                    |
| 20:45 UTC−3 | 20:45 UTC−3  | Dario Lezcano 40′ Édgar Benítez 49′ | (1 – 0) | 79′ Ricardo Oliveira 90+2′ Daniel Alves | Asunción, Paraguay Publik: 24 457 Domare: Wilmar Roldán (Colombia) | Asunción, Paraguay Publik: 24 457 Domare: Wilmar Roldán (Colombia) |
| 20:45 UTC−3 | 20:45 UTC−3  |                                     |         |                                         | Asunción, Paraguay Publik: 24 457 Domare: Wilmar Roldán (Colombia) | Asunción, Paraguay Publik: 24 457 Domare: Wilmar Roldán (Colombia) |
| 20:45 UTC−3 | 20:45 UTC−3  |                                     |         |                                         | Asunción, Paraguay Publik: 24 457 Domare: Wilmar Roldán (Colombia) | Asunción, Paraguay Publik: 24 457 Domare: Wilmar Roldán (Colombia) |

### Omgång 7
| 31          | 1 september 2016 | Bolivia                             | 2 – 0   | Peru | Estadio Hernando Siles                                |                                                       |
| 16:00 UTC−4 | 16:00 UTC−4      | Pablo Escobar 38′ Ronald Raldes 86′ | (1 – 0) |      | La Paz Publik: 20 000 Domare: José Argote (Venezuela) | La Paz Publik: 20 000 Domare: José Argote (Venezuela) |
| 16:00 UTC−4 | 16:00 UTC−4      |                                     |         |      | La Paz Publik: 20 000 Domare: José Argote (Venezuela) | La Paz Publik: 20 000 Domare: José Argote (Venezuela) |
| 16:00 UTC−4 | 16:00 UTC−4      |                                     |         |      | La Paz Publik: 20 000 Domare: José Argote (Venezuela) | La Paz Publik: 20 000 Domare: José Argote (Venezuela) |

| 32          | 1 september 2016 | Colombia                                  | 2 – 0   | Venezuela | Estadio Metropolitano Roberto Meléndez | |
| 15:30 UTC−5 | 15:30 UTC−5      | James Rodríguez 45+2′ Macnelly Torres 82′ | (1 – 0) |           | Barranquilla · Publik: 37 099 · Domare: Daniel Fedorczuk (Uruguay) · Rött kort: Wilker Ángel, Venezuela 10', 80' · Rolf Feltscher, Colombia 77', 90+3' | Barranquilla · Publik: 37 099 · Domare: Daniel Fedorczuk (Uruguay) · Rött kort: Wilker Ángel, Venezuela 10', 80' · Rolf Feltscher, Colombia 77', 90+3' |
| 15:30 UTC−5 | 15:30 UTC−5      |                                           |         |           | Barranquilla · Publik: 37 099 · Domare: Daniel Fedorczuk (Uruguay) · Rött kort: Wilker Ángel, Venezuela 10', 80' · Rolf Feltscher, Colombia 77', 90+3' | Barranquilla · Publik: 37 099 · Domare: Daniel Fedorczuk (Uruguay) · Rött kort: Wilker Ángel, Venezuela 10', 80' · Rolf Feltscher, Colombia 77', 90+3' |
| 15:30 UTC−5 | 15:30 UTC−5      |                                           |         |           | Barranquilla · Publik: 37 099 · Domare: Daniel Fedorczuk (Uruguay) · Rött kort: Wilker Ángel, Venezuela 10', 80' · Rolf Feltscher, Colombia 77', 90+3' | Barranquilla · Publik: 37 099 · Domare: Daniel Fedorczuk (Uruguay) · Rött kort: Wilker Ángel, Venezuela 10', 80' · Rolf Feltscher, Colombia 77', 90+3' |

| 33          | 1 september 2016 | Ecuador | 0 – 3   | Brasilien                                  | Estadio Olímpico Atahualpa                                                                                     | |
| 16:00 UTC−5 | 16:00 UTC−5      |         | (0 – 0) | 72′ (str.) Neymar 87′, 90+2′ Gabriel Jesus | Quito · Publik: 33 000 · Domare: Enrique Cáceres (Paraguay) · Rött kort: Juan Carlos Paredes, Ecuador 61', 75' | Quito · Publik: 33 000 · Domare: Enrique Cáceres (Paraguay) · Rött kort: Juan Carlos Paredes, Ecuador 61', 75' |
| 16:00 UTC−5 | 16:00 UTC−5      |         |         |                                            | Quito · Publik: 33 000 · Domare: Enrique Cáceres (Paraguay) · Rött kort: Juan Carlos Paredes, Ecuador 61', 75' | Quito · Publik: 33 000 · Domare: Enrique Cáceres (Paraguay) · Rött kort: Juan Carlos Paredes, Ecuador 61', 75' |
| 16:00 UTC−5 | 16:00 UTC−5      |         |         |                                            | Quito · Publik: 33 000 · Domare: Enrique Cáceres (Paraguay) · Rött kort: Juan Carlos Paredes, Ecuador 61', 75' | Quito · Publik: 33 000 · Domare: Enrique Cáceres (Paraguay) · Rött kort: Juan Carlos Paredes, Ecuador 61', 75' |

| 34          | 1 september 2016 | Argentina        | 1 – 0   | Uruguay | Estadio Malvinas Argentinas                                                                               | |
| 20:30 UTC−3 | 20:30 UTC−3      | Lionel Messi 43′ | (1 – 0) |         | Mendoza · Publik: 42 000 · Domare: Julio Bascuñán (Chile) · Rött kort: Paulo Dybala, Argentina 29', 45+1' | Mendoza · Publik: 42 000 · Domare: Julio Bascuñán (Chile) · Rött kort: Paulo Dybala, Argentina 29', 45+1' |
| 20:30 UTC−3 | 20:30 UTC−3      |                  |         |         | Mendoza · Publik: 42 000 · Domare: Julio Bascuñán (Chile) · Rött kort: Paulo Dybala, Argentina 29', 45+1' | Mendoza · Publik: 42 000 · Domare: Julio Bascuñán (Chile) · Rött kort: Paulo Dybala, Argentina 29', 45+1' |
| 20:30 UTC−3 | 20:30 UTC−3      |                  |         |         | Mendoza · Publik: 42 000 · Domare: Julio Bascuñán (Chile) · Rött kort: Paulo Dybala, Argentina 29', 45+1' | Mendoza · Publik: 42 000 · Domare: Julio Bascuñán (Chile) · Rött kort: Paulo Dybala, Argentina 29', 45+1' |

| 35          | 1 september 2016 | Paraguay                          | 2 – 1   | Chile            | Estadio Defensores del Chaco                                                                            | |
| 20:00 UTC−4 | 20:00 UTC−4      | Óscar Romero 6′ Paulo da Silva 9′ | (2 – 1) | 37′ Arturo Vidal | Asunción · Publik: 35 000 · Domare: Néstor Pitana (Argentina) · Rött kort: Gary Medel, Chile 53', 90+3' | Asunción · Publik: 35 000 · Domare: Néstor Pitana (Argentina) · Rött kort: Gary Medel, Chile 53', 90+3' |
| 20:00 UTC−4 | 20:00 UTC−4      |                                   |         |                  | Asunción · Publik: 35 000 · Domare: Néstor Pitana (Argentina) · Rött kort: Gary Medel, Chile 53', 90+3' | Asunción · Publik: 35 000 · Domare: Néstor Pitana (Argentina) · Rött kort: Gary Medel, Chile 53', 90+3' |
| 20:00 UTC−4 | 20:00 UTC−4      |                                   |         |                  | Asunción · Publik: 35 000 · Domare: Néstor Pitana (Argentina) · Rött kort: Gary Medel, Chile 53', 90+3' | Asunción · Publik: 35 000 · Domare: Néstor Pitana (Argentina) · Rött kort: Gary Medel, Chile 53', 90+3' |

### Omgång 8
| 36          | 6 september 2016 | Uruguay                                                                 | 4 – 0   | Paraguay | Estadio Centenario                                           |                                                              |
| 20:00 UTC−3 | 20:00 UTC−3      | Edinson Cavani 18′, 54′ Cristian Rodríguez 42′ Luis Suárez 45+1′ (str.) | (3 – 0) |          | Montevideo Publik: 32 400 Domare: Wilton Sampaio (Brasilien) | Montevideo Publik: 32 400 Domare: Wilton Sampaio (Brasilien) |
| 20:00 UTC−3 | 20:00 UTC−3      |                                                                         |         |          | Montevideo Publik: 32 400 Domare: Wilton Sampaio (Brasilien) | Montevideo Publik: 32 400 Domare: Wilton Sampaio (Brasilien) |
| 20:00 UTC−3 | 20:00 UTC−3      |                                                                         |         |          | Montevideo Publik: 32 400 Domare: Wilton Sampaio (Brasilien) | Montevideo Publik: 32 400 Domare: Wilton Sampaio (Brasilien) |

| 37          | 6 september 2016 | Venezuela                     | 2 – 2   | Argentina                             | Estadio Metropolitano de Mérida                        |                                                        |
| 19:30 UTC−4 | 19:30 UTC−4      | Juanpi 34′ Josef Martínez 52′ | (1 – 0) | 58′ Lucas Pratto 83′ Nicolás Otamendi | Mérida Publik: 42 000 Domare: Roddy Zambrano (Ecuador) | Mérida Publik: 42 000 Domare: Roddy Zambrano (Ecuador) |
| 19:30 UTC−4 | 19:30 UTC−4      |                               |         |                                       | Mérida Publik: 42 000 Domare: Roddy Zambrano (Ecuador) | Mérida Publik: 42 000 Domare: Roddy Zambrano (Ecuador) |
| 19:30 UTC−4 | 19:30 UTC−4      |                               |         |                                       | Mérida Publik: 42 000 Domare: Roddy Zambrano (Ecuador) | Mérida Publik: 42 000 Domare: Roddy Zambrano (Ecuador) |

| 38          | 6 september 2016 | Chile | 0 – 0   | Bolivia | Estadio Monumental David Arellano                           |                                                             |
| 20:30 UTC−3 | 20:30 UTC−3      |       | (0 – 0) |         | Santiago Publik: 30 000 Domare: Ricardo Marques (Brasilien) | Santiago Publik: 30 000 Domare: Ricardo Marques (Brasilien) |
| 20:30 UTC−3 | 20:30 UTC−3      |       |         |         | Santiago Publik: 30 000 Domare: Ricardo Marques (Brasilien) | Santiago Publik: 30 000 Domare: Ricardo Marques (Brasilien) |
| 20:30 UTC−3 | 20:30 UTC−3      |       |         |         | Santiago Publik: 30 000 Domare: Ricardo Marques (Brasilien) | Santiago Publik: 30 000 Domare: Ricardo Marques (Brasilien) |

| 39          | 6 september 2016 | Brasilien             | 2 – 1   | Colombia              | Arena da Amazônia                                          |                                                            |
| 20:45 UTC−4 | 20:45 UTC−4      | Miranda 2′ Neymar 74′ | (1 – 1) | 36′ (sjm.) Marquinhos | Manaus Publik: 36 609 Domare: Patricio Loustau (Argentina) | Manaus Publik: 36 609 Domare: Patricio Loustau (Argentina) |
| 20:45 UTC−4 | 20:45 UTC−4      |                       |         |                       | Manaus Publik: 36 609 Domare: Patricio Loustau (Argentina) | Manaus Publik: 36 609 Domare: Patricio Loustau (Argentina) |
| 20:45 UTC−4 | 20:45 UTC−4      |                       |         |                       | Manaus Publik: 36 609 Domare: Patricio Loustau (Argentina) | Manaus Publik: 36 609 Domare: Patricio Loustau (Argentina) |

| 40          | 6 september 2016 | Peru                                        | 2 – 1   | Ecuador              | Estadio Nacional del Perú                                                                           | |
| 21:15 UTC−5 | 21:15 UTC−5      | Christian Cueva 19′ (str.) Renato Tapia 78′ | (1 – 1) | 31′ Gabriel Achilier | Lima · Publik: 20 000 · Domare: Wilmar Roldán (Colombia) · Rött kort: Michael Arroyo, Ecuador 90+2' | Lima · Publik: 20 000 · Domare: Wilmar Roldán (Colombia) · Rött kort: Michael Arroyo, Ecuador 90+2' |
| 21:15 UTC−5 | 21:15 UTC−5      |                                             |         |                      | Lima · Publik: 20 000 · Domare: Wilmar Roldán (Colombia) · Rött kort: Michael Arroyo, Ecuador 90+2' | Lima · Publik: 20 000 · Domare: Wilmar Roldán (Colombia) · Rött kort: Michael Arroyo, Ecuador 90+2' |
| 21:15 UTC−5 | 21:15 UTC−5      |                                             |         |                      | Lima · Publik: 20 000 · Domare: Wilmar Roldán (Colombia) · Rött kort: Michael Arroyo, Ecuador 90+2' | Lima · Publik: 20 000 · Domare: Wilmar Roldán (Colombia) · Rött kort: Michael Arroyo, Ecuador 90+2' |

### Omgång 9
| 41          | 6 oktober 2016 | Ecuador                                                      | 3 – 0   | Chile | Estadio Olímpico Atahualpa                              |                                                         |
| 16:00 UTC−5 | 16:00 UTC−5    | Antonio Valencia 19′ Cristian Ramírez 23′ Felipe Caicedo 46′ | (2 – 0) |       | Quito Publik: 26 000 Domare: Mauro Vigliano (Argentina) | Quito Publik: 26 000 Domare: Mauro Vigliano (Argentina) |
| 16:00 UTC−5 | 16:00 UTC−5    |                                                              |         |       | Quito Publik: 26 000 Domare: Mauro Vigliano (Argentina) | Quito Publik: 26 000 Domare: Mauro Vigliano (Argentina) |
| 16:00 UTC−5 | 16:00 UTC−5    |                                                              |         |       | Quito Publik: 26 000 Domare: Mauro Vigliano (Argentina) | Quito Publik: 26 000 Domare: Mauro Vigliano (Argentina) |

| 42          | 6 oktober 2016 | Uruguay                                     | 3 – 0   | Venezuela | Estadio Centenario                                                                                               | |
| 20:00 UTC−3 | 20:00 UTC−3    | Nicolás Lodeiro 29′ Edinson Cavani 46′, 79′ | (1 – 0) |           | Montevideo · Publik: 50 000 · Domare: Raúl Orosco (Bolivia) · Rött kort: Oswaldo Vizcarrondo, Venezuela 41', 64' | Montevideo · Publik: 50 000 · Domare: Raúl Orosco (Bolivia) · Rött kort: Oswaldo Vizcarrondo, Venezuela 41', 64' |
| 20:00 UTC−3 | 20:00 UTC−3    |                                             |         |           | Montevideo · Publik: 50 000 · Domare: Raúl Orosco (Bolivia) · Rött kort: Oswaldo Vizcarrondo, Venezuela 41', 64' | Montevideo · Publik: 50 000 · Domare: Raúl Orosco (Bolivia) · Rött kort: Oswaldo Vizcarrondo, Venezuela 41', 64' |
| 20:00 UTC−3 | 20:00 UTC−3    |                                             |         |           | Montevideo · Publik: 50 000 · Domare: Raúl Orosco (Bolivia) · Rött kort: Oswaldo Vizcarrondo, Venezuela 41', 64' | Montevideo · Publik: 50 000 · Domare: Raúl Orosco (Bolivia) · Rött kort: Oswaldo Vizcarrondo, Venezuela 41', 64' |

| 43          | 6 oktober 2016 | Paraguay | 0 – 1   | Colombia          | Estadio Defensores del Chaco                           |                                                        |
| 20:30 UTC−3 | 20:30 UTC−3    |          | (0 – 0) | 90′ Edwin Cardona | Asunción Publik: 32 000 Domare: Julio Bascuñán (Chile) | Asunción Publik: 32 000 Domare: Julio Bascuñán (Chile) |
| 20:30 UTC−3 | 20:30 UTC−3    |          |         |                   | Asunción Publik: 32 000 Domare: Julio Bascuñán (Chile) | Asunción Publik: 32 000 Domare: Julio Bascuñán (Chile) |
| 20:30 UTC−3 | 20:30 UTC−3    |          |         |                   | Asunción Publik: 32 000 Domare: Julio Bascuñán (Chile) | Asunción Publik: 32 000 Domare: Julio Bascuñán (Chile) |

| 44          | 6 oktober 2016 | Brasilien                                                                              | 5 – 0   | Bolivia | Arena das Dunas                                         |                                                         |
| 21:45 UTC−3 | 21:45 UTC−3    | Neymar 11′ Philippe Coutinho 26′ Filipe Luís 39′ Gabriel Jesus 44′ Roberto Firmino 75′ | (4 – 0) |         | Natal Publik: 30 013 Domare: Wilson Lamoroux (Colombia) | Natal Publik: 30 013 Domare: Wilson Lamoroux (Colombia) |
| 21:45 UTC−3 | 21:45 UTC−3    |                                                                                        |         |         | Natal Publik: 30 013 Domare: Wilson Lamoroux (Colombia) | Natal Publik: 30 013 Domare: Wilson Lamoroux (Colombia) |
| 21:45 UTC−3 | 21:45 UTC−3    |                                                                                        |         |         | Natal Publik: 30 013 Domare: Wilson Lamoroux (Colombia) | Natal Publik: 30 013 Domare: Wilson Lamoroux (Colombia) |

| 45          | 6 oktober 2016 | Peru                                          | 2 – 2   | Argentina                                 | Estadio Nacional del Perú                            |                                                      |
| 21:15 UTC−4 | 21:15 UTC−4    | Paolo Guerrero 58′ Christian Cueva 84′ (str.) | (0 – 1) | 15′ Ramiro Funes Mori 77′ Gonzalo Higuaín | Lima Publik: 39 000 Domare: Sandro Ricci (Brasilien) | Lima Publik: 39 000 Domare: Sandro Ricci (Brasilien) |
| 21:15 UTC−4 | 21:15 UTC−4    |                                               |         |                                           | Lima Publik: 39 000 Domare: Sandro Ricci (Brasilien) | Lima Publik: 39 000 Domare: Sandro Ricci (Brasilien) |
| 21:15 UTC−4 | 21:15 UTC−4    |                                               |         |                                           | Lima Publik: 39 000 Domare: Sandro Ricci (Brasilien) | Lima Publik: 39 000 Domare: Sandro Ricci (Brasilien) |

### Omgång 10
| 46          | 11 oktober 2016 | Bolivia                      | 2 – 2   | Ecuador                 | Estadio Hernando Siles                                                                                       | |
| 16:00 UTC−4 | 16:00 UTC−4     | Pablo Daniel Escobar 4′, 43′ | (2 – 0) | 48′, 89′ Enner Valencia | La Paz · Publik: 20 000 · Domare: Mario Díaz de Vivar (Paraguay) · Rött kort: Luis Caicedo, Ecuador 63', 79' | La Paz · Publik: 20 000 · Domare: Mario Díaz de Vivar (Paraguay) · Rött kort: Luis Caicedo, Ecuador 63', 79' |
| 16:00 UTC−4 | 16:00 UTC−4     |                              |         |                         | La Paz · Publik: 20 000 · Domare: Mario Díaz de Vivar (Paraguay) · Rött kort: Luis Caicedo, Ecuador 63', 79' | La Paz · Publik: 20 000 · Domare: Mario Díaz de Vivar (Paraguay) · Rött kort: Luis Caicedo, Ecuador 63', 79' |
| 16:00 UTC−4 | 16:00 UTC−4     |                              |         |                         | La Paz · Publik: 20 000 · Domare: Mario Díaz de Vivar (Paraguay) · Rött kort: Luis Caicedo, Ecuador 63', 79' | La Paz · Publik: 20 000 · Domare: Mario Díaz de Vivar (Paraguay) · Rött kort: Luis Caicedo, Ecuador 63', 79' |

| 47          | 11 oktober 2016 | Colombia                        | 2 – 2   | Uruguay                                | Estadio Metropolitano Roberto Meléndez                        |                                                               |
| 15:30 UTC−5 | 15:30 UTC−5     | Abel Aguilar 15′ Yerry Mina 84′ | (1 – 1) | 27′ Cristian Rodríguez 73′ Luis Suárez | Barranquilla Publik: 44 000 Domare: Néstor Pitana (Argentina) | Barranquilla Publik: 44 000 Domare: Néstor Pitana (Argentina) |
| 15:30 UTC−5 | 15:30 UTC−5     |                                 |         |                                        | Barranquilla Publik: 44 000 Domare: Néstor Pitana (Argentina) | Barranquilla Publik: 44 000 Domare: Néstor Pitana (Argentina) |
| 15:30 UTC−5 | 15:30 UTC−5     |                                 |         |                                        | Barranquilla Publik: 44 000 Domare: Néstor Pitana (Argentina) | Barranquilla Publik: 44 000 Domare: Néstor Pitana (Argentina) |

| 48          | 11 oktober 2016 | Argentina | 0 – 1   | Paraguay            | Estadio Mario Alberto Kempes                              |                                                           |
| 20:30 UTC−3 | 20:30 UTC−3     |           | (0 – 1) | 18′ Derlis González | Córdoba Publik: 55 000 Domare: Daniel Fedorczuk (Uruguay) | Córdoba Publik: 55 000 Domare: Daniel Fedorczuk (Uruguay) |
| 20:30 UTC−3 | 20:30 UTC−3     |           |         |                     | Córdoba Publik: 55 000 Domare: Daniel Fedorczuk (Uruguay) | Córdoba Publik: 55 000 Domare: Daniel Fedorczuk (Uruguay) |
| 20:30 UTC−3 | 20:30 UTC−3     |           |         |                     | Córdoba Publik: 55 000 Domare: Daniel Fedorczuk (Uruguay) | Córdoba Publik: 55 000 Domare: Daniel Fedorczuk (Uruguay) |

| 49          | 11 oktober 2016 | Chile                 | 2 – 1   | Peru              | Estadio Nacional Julio Martínez Prádanos                 |                                                          |
| 20:30 UTC−3 | 20:30 UTC−3     | Arturo Vidal 10′, 85′ | (1 – 0) | 76′ Edison Flores | Santiago Publik: 43 000 Domare: Roddy Zambrano (Ecuador) | Santiago Publik: 43 000 Domare: Roddy Zambrano (Ecuador) |
| 20:30 UTC−3 | 20:30 UTC−3     |                       |         |                   | Santiago Publik: 43 000 Domare: Roddy Zambrano (Ecuador) | Santiago Publik: 43 000 Domare: Roddy Zambrano (Ecuador) |
| 20:30 UTC−3 | 20:30 UTC−3     |                       |         |                   | Santiago Publik: 43 000 Domare: Roddy Zambrano (Ecuador) | Santiago Publik: 43 000 Domare: Roddy Zambrano (Ecuador) |

| 50          | 11 oktober 2016 | Venezuela | 0 – 2   | Brasilien                                    | Estadio Metropolitano de Mérida                      |                                                      |
| 20:30 UTC−4 | 20:30 UTC−4     |           | (0 – 1) | 8′ Gabriel Jesus 53′ Willian Borges da Silva | Mérida Publik: 38 000 Domare: Víctor Carrillo (Peru) | Mérida Publik: 38 000 Domare: Víctor Carrillo (Peru) |
| 20:30 UTC−4 | 20:30 UTC−4     |           |         |                                              | Mérida Publik: 38 000 Domare: Víctor Carrillo (Peru) | Mérida Publik: 38 000 Domare: Víctor Carrillo (Peru) |
| 20:30 UTC−4 | 20:30 UTC−4     |           |         |                                              | Mérida Publik: 38 000 Domare: Víctor Carrillo (Peru) | Mérida Publik: 38 000 Domare: Víctor Carrillo (Peru) |

### Omgång 11
| 51          | 10 november 2016 | Colombia | 0 – 0   | Chile | Estadio Metropolitano Roberto Meléndez                    |                                                           |
| 15:30 UTC−5 | 15:30 UTC−5      |          | (0 – 0) |       | Barranquilla, Colombia Domare: Wilton Sampaio (Brasilien) | Barranquilla, Colombia Domare: Wilton Sampaio (Brasilien) |
| 15:30 UTC−5 | 15:30 UTC−5      |          |         |       | Barranquilla, Colombia Domare: Wilton Sampaio (Brasilien) | Barranquilla, Colombia Domare: Wilton Sampaio (Brasilien) |
| 15:30 UTC−5 | 15:30 UTC−5      |          |         |       | Barranquilla, Colombia Domare: Wilton Sampaio (Brasilien) | Barranquilla, Colombia Domare: Wilton Sampaio (Brasilien) |

| 52          | 10 november 2016 | Uruguay                              | 2 – 1   | Ecuador            | Estadio Centenario                                                |                                                                   |
| 20:00 UTC−3 | 20:00 UTC−3      | Sebastián Coates 12′ Diego Rolán 45′ | (2 – 1) | 44′ Felipe Caicedo | Montevideo, Uruguay Publik: 55 000 Domare: Víctor Carrillo (Peru) | Montevideo, Uruguay Publik: 55 000 Domare: Víctor Carrillo (Peru) |
| 20:00 UTC−3 | 20:00 UTC−3      |                                      |         |                    | Montevideo, Uruguay Publik: 55 000 Domare: Víctor Carrillo (Peru) | Montevideo, Uruguay Publik: 55 000 Domare: Víctor Carrillo (Peru) |
| 20:00 UTC−3 | 20:00 UTC−3      |                                      |         |                    | Montevideo, Uruguay Publik: 55 000 Domare: Víctor Carrillo (Peru) | Montevideo, Uruguay Publik: 55 000 Domare: Víctor Carrillo (Peru) |

| 53          | 10 november 2016 | Paraguay            | 1 – 4   | Peru                                                                               | Estadio Defensores del Chaco                                           |                                                                        |
| 20:30 UTC−3 | 20:30 UTC−3      | Cristian Riveros 9′ | (1 – 0) | 48′ Christian Ramos 71′ Edison Flores 78′ Christian Cueva 84′ (sjm.) Édgar Benítez | Asunción, Paraguay Publik: 30 000 Domare: Patricio Loustau (Argentina) | Asunción, Paraguay Publik: 30 000 Domare: Patricio Loustau (Argentina) |
| 20:30 UTC−3 | 20:30 UTC−3      |                     |         |                                                                                    | Asunción, Paraguay Publik: 30 000 Domare: Patricio Loustau (Argentina) | Asunción, Paraguay Publik: 30 000 Domare: Patricio Loustau (Argentina) |
| 20:30 UTC−3 | 20:30 UTC−3      |                     |         |                                                                                    | Asunción, Paraguay Publik: 30 000 Domare: Patricio Loustau (Argentina) | Asunción, Paraguay Publik: 30 000 Domare: Patricio Loustau (Argentina) |

| 54          | 10 november 2016 | Venezuela                                                        | 5 – 0   | Bolivia | Estadio Monumental de Maturín                                    |                                                                  |
| 19:45 UTC−4 | 19:45 UTC−4      | Jacobo Kouffati 3′ Josef Martínez 11′, 67′, 70′ Rómulo Otero 75′ | (2 – 0) |         | Maturín, Venezuela Publik: 49 750 Domare: Andrés Cunha (Uruguay) | Maturín, Venezuela Publik: 49 750 Domare: Andrés Cunha (Uruguay) |
| 19:45 UTC−4 | 19:45 UTC−4      |                                                                  |         |         | Maturín, Venezuela Publik: 49 750 Domare: Andrés Cunha (Uruguay) | Maturín, Venezuela Publik: 49 750 Domare: Andrés Cunha (Uruguay) |
| 19:45 UTC−4 | 19:45 UTC−4      |                                                                  |         |         | Maturín, Venezuela Publik: 49 750 Domare: Andrés Cunha (Uruguay) | Maturín, Venezuela Publik: 49 750 Domare: Andrés Cunha (Uruguay) |

Detta var den 103:e officiella mötet mellan Argentinas- och Brasiliens herrlandslag i fotboll, Clásico de las Américas.
| 55          | 10 november 2016 | Brasilien                                     | 3 – 0   | Argentina | Mineirão                                                                |                                                                         |
| 21:45 UTC−2 | 21:45 UTC−2      | Philippe Coutinho 24′ Neymar 45′ Paulinho 59′ | (2 – 0) |           | Belo Horizonte, Brasilien Publik: 54 490 Domare: Julio Bascuñán (Chile) | Belo Horizonte, Brasilien Publik: 54 490 Domare: Julio Bascuñán (Chile) |
| 21:45 UTC−2 | 21:45 UTC−2      |                                               |         |           | Belo Horizonte, Brasilien Publik: 54 490 Domare: Julio Bascuñán (Chile) | Belo Horizonte, Brasilien Publik: 54 490 Domare: Julio Bascuñán (Chile) |
| 21:45 UTC−2 | 21:45 UTC−2      |                                               |         |           | Belo Horizonte, Brasilien Publik: 54 490 Domare: Julio Bascuñán (Chile) | Belo Horizonte, Brasilien Publik: 54 490 Domare: Julio Bascuñán (Chile) |

### Omgång 12
| 56          | 15 november 2016 | Bolivia                  | 1 – 0   | Paraguay | Estadio Hernando Siles                                              |                                                                     |
| 16:00 UTC−4 | 16:00 UTC−4      | Gustavo Gómez 78′ (sjm.) | (0 – 0) |          | La Paz, Bolivia Publik: 13 285 Domare: Christian Ferreyra (Uruguay) | La Paz, Bolivia Publik: 13 285 Domare: Christian Ferreyra (Uruguay) |
| 16:00 UTC−4 | 16:00 UTC−4      |                          |         |          | La Paz, Bolivia Publik: 13 285 Domare: Christian Ferreyra (Uruguay) | La Paz, Bolivia Publik: 13 285 Domare: Christian Ferreyra (Uruguay) |
| 16:00 UTC−4 | 16:00 UTC−4      |                          |         |          | La Paz, Bolivia Publik: 13 285 Domare: Christian Ferreyra (Uruguay) | La Paz, Bolivia Publik: 13 285 Domare: Christian Ferreyra (Uruguay) |

| 57          | 15 november 2016 | Ecuador                                               | 3 – 0   | Venezuela | Estadio Olímpico Atahualpa                                  |                                                             |
| 16:00 UTC−5 | 16:00 UTC−5      | Arturo Mina 51′ Miller Bolaños 82′ Enner Valencia 86′ | (0 – 0) |           | Quito, Ecuador Publik: 28 000 Domare: Roberto Tobar (Chile) | Quito, Ecuador Publik: 28 000 Domare: Roberto Tobar (Chile) |
| 16:00 UTC−5 | 16:00 UTC−5      |                                                       |         |           | Quito, Ecuador Publik: 28 000 Domare: Roberto Tobar (Chile) | Quito, Ecuador Publik: 28 000 Domare: Roberto Tobar (Chile) |
| 16:00 UTC−5 | 16:00 UTC−5      |                                                       |         |           | Quito, Ecuador Publik: 28 000 Domare: Roberto Tobar (Chile) | Quito, Ecuador Publik: 28 000 Domare: Roberto Tobar (Chile) |

| 58          | 15 november 2016 | Argentina                                           | 3 – 0   | Colombia | Estadio San Juan del Bicentenario                                   |                                                                     |
| 20:30 UTC−3 | 20:30 UTC−3      | Lionel Messi 9′ Lucas Pratto 22′ Ángel Di María 83′ | (2 – 0) |          | San Juan, Argentina Publik: 24 000 Domare: Roddy Zambrano (Ecuador) | San Juan, Argentina Publik: 24 000 Domare: Roddy Zambrano (Ecuador) |
| 20:30 UTC−3 | 20:30 UTC−3      |                                                     |         |          | San Juan, Argentina Publik: 24 000 Domare: Roddy Zambrano (Ecuador) | San Juan, Argentina Publik: 24 000 Domare: Roddy Zambrano (Ecuador) |
| 20:30 UTC−3 | 20:30 UTC−3      |                                                     |         |          | San Juan, Argentina Publik: 24 000 Domare: Roddy Zambrano (Ecuador) | San Juan, Argentina Publik: 24 000 Domare: Roddy Zambrano (Ecuador) |

| 59          | 15 november 2016 | Chile                                        | 3 – 1   | Uruguay            | Estadio Nacional de Chile                                         |                                                                   |
| 20:30 UTC−3 | 20:30 UTC−3      | Eduardo Vargas 45+1′ Alexis Sánchez 60′, 76′ | (1 – 1) | 16′ Edinson Cavani | Santiago, Chile Publik: 42 011 Domare: Enrique Cáceres (Paraguay) | Santiago, Chile Publik: 42 011 Domare: Enrique Cáceres (Paraguay) |
| 20:30 UTC−3 | 20:30 UTC−3      |                                              |         |                    | Santiago, Chile Publik: 42 011 Domare: Enrique Cáceres (Paraguay) | Santiago, Chile Publik: 42 011 Domare: Enrique Cáceres (Paraguay) |
| 20:30 UTC−3 | 20:30 UTC−3      |                                              |         |                    | Santiago, Chile Publik: 42 011 Domare: Enrique Cáceres (Paraguay) | Santiago, Chile Publik: 42 011 Domare: Enrique Cáceres (Paraguay) |

| 60          | 15 november 2016 | Peru | 0 – 2   | Brasilien                            | Estadio Nacional del Perú                                  |                                                            |
| 21:15 UTC−5 | 21:15 UTC−5      |      | (0 – 0) | 57′ Gabriel Jesus 78′ Renato Augusto | Lima, Peru Publik: 38 700 Domare: Wilmar Roldán (Colombia) | Lima, Peru Publik: 38 700 Domare: Wilmar Roldán (Colombia) |
| 21:15 UTC−5 | 21:15 UTC−5      |      |         |                                      | Lima, Peru Publik: 38 700 Domare: Wilmar Roldán (Colombia) | Lima, Peru Publik: 38 700 Domare: Wilmar Roldán (Colombia) |
| 21:15 UTC−5 | 21:15 UTC−5      |      |         |                                      | Lima, Peru Publik: 38 700 Domare: Wilmar Roldán (Colombia) | Lima, Peru Publik: 38 700 Domare: Wilmar Roldán (Colombia) |

### Omgång 13
| 61          | 23 mars 2017 | Colombia | 1 – 0   | Bolivia |                |                |
| 15:30 UTC−5 | 15:30 UTC−5  |          | (0 – 0) |         | Publik: 39 000 | Publik: 39 000 |
| 15:30 UTC−5 | 15:30 UTC−5  |          |         |         | Publik: 39 000 | Publik: 39 000 |
| 15:30 UTC−5 | 15:30 UTC−5  |          |         |         | Publik: 39 000 | Publik: 39 000 |

| 62          | 23 mars 2017 | Paraguay | 2 – 1   | Ecuador |                |                |
| 20:00 UTC−3 | 20:00 UTC−3  |          | (1 – 0) |         | Publik: 16 287 | Publik: 16 287 |
| 20:00 UTC−3 | 20:00 UTC−3  |          |         |         | Publik: 16 287 | Publik: 16 287 |
| 20:00 UTC−3 | 20:00 UTC−3  |          |         |         | Publik: 16 287 | Publik: 16 287 |

| 63          | 23 mars 2017 | Argentina | 1 – 0   | Chile |                |                |
| 20:30 UTC−3 | 20:30 UTC−3  |           | (1 – 0) |       | Publik: 55 000 | Publik: 55 000 |
| 20:30 UTC−3 | 20:30 UTC−3  |           |         |       | Publik: 55 000 | Publik: 55 000 |
| 20:30 UTC−3 | 20:30 UTC−3  |           |         |       | Publik: 55 000 | Publik: 55 000 |

| 64          | 23 mars 2017 | Venezuela | 2 – 2   | Peru |                |                |
| 19:30 UTC−4 | 19:30 UTC−4  |           | (2 – 0) |      | Publik: 35 920 | Publik: 35 920 |
| 19:30 UTC−4 | 19:30 UTC−4  |           |         |      | Publik: 35 920 | Publik: 35 920 |
| 19:30 UTC−4 | 19:30 UTC−4  |           |         |      | Publik: 35 920 | Publik: 35 920 |

| 65          | 23 mars 2017 | Uruguay | 1 – 4   | Brasilien |                |                |
| 20:00 UTC−3 | 20:00 UTC−3  |         | (1 – 1) |           | Publik: 55 676 | Publik: 55 676 |
| 20:00 UTC−3 | 20:00 UTC−3  |         |         |           | Publik: 55 676 | Publik: 55 676 |
| 20:00 UTC−3 | 20:00 UTC−3  |         |         |           | Publik: 55 676 | Publik: 55 676 |

### Omgång 14
| 66          | 28 mars 2017 | Chile | 3 – 1   | Venezuela |                |                |
| 19:00 UTC−3 | 19:00 UTC−3  |       | (3 – 0) |           | Publik: 33 136 | Publik: 33 136 |
| 19:00 UTC−3 | 19:00 UTC−3  |       |         |           | Publik: 33 136 | Publik: 33 136 |
| 19:00 UTC−3 | 19:00 UTC−3  |       |         |           | Publik: 33 136 | Publik: 33 136 |

| 67          | 28 mars 2017 | Brasilien | 3 – 0   | Paraguay |                |                |
| 21:45 UTC−3 | 21:45 UTC−3  |           | (1 – 0) |          | Publik: 45 000 | Publik: 45 000 |
| 21:45 UTC−3 | 21:45 UTC−3  |           |         |          | Publik: 45 000 | Publik: 45 000 |
| 21:45 UTC−3 | 21:45 UTC−3  |           |         |          | Publik: 45 000 | Publik: 45 000 |

| 68          | 28 mars 2017 | Ecuador | 0 – 2   | Colombia |                |                |
| 16:00 UTC−5 | 16:00 UTC−5  |         | (0 – 2) |          | Publik: 33 538 | Publik: 33 538 |
| 16:00 UTC−5 | 16:00 UTC−5  |         |         |          | Publik: 33 538 | Publik: 33 538 |
| 16:00 UTC−5 | 16:00 UTC−5  |         |         |          | Publik: 33 538 | Publik: 33 538 |

| 69          | 28 mars 2017 | Bolivia | 2 – 0   | Argentina |                |                |
| 16:00 UTC−4 | 16:00 UTC−4  |         | (1 – 0) |           | Publik: 26 943 | Publik: 26 943 |
| 16:00 UTC−4 | 16:00 UTC−4  |         |         |           | Publik: 26 943 | Publik: 26 943 |
| 16:00 UTC−4 | 16:00 UTC−4  |         |         |           | Publik: 26 943 | Publik: 26 943 |

| 70          | 28 mars 2017 | Peru | 2 – 1   | Uruguay |                |                |
| 21:15 UTC−5 | 21:15 UTC−5  |      | (1 – 1) |         | Publik: 35 200 | Publik: 35 200 |
| 21:15 UTC−5 | 21:15 UTC−5  |      |         |         | Publik: 35 200 | Publik: 35 200 |
| 21:15 UTC−5 | 21:15 UTC−5  |      |         |         | Publik: 35 200 | Publik: 35 200 |

### Omgång 15
|             | 31 augusti 2017 | Venezuela | 0 –0 | Colombia |                |                |
| 17:00 UTC−4 | 17:00 UTC−4     |           |      |          | Publik: 38 479 | Publik: 38 479 |
| 17:00 UTC−4 | 17:00 UTC−4     |           |      |          | Publik: 38 479 | Publik: 38 479 |
| 17:00 UTC−4 | 17:00 UTC−4     |           |      |          | Publik: 38 479 | Publik: 38 479 |

|             | 31 augusti 2017 | Chile | 0 – 3   | Paraguay |                |                |
| 19:30 UTC−3 | 19:30 UTC−3     |       | (0 – 1) |          | Publik: 43 000 | Publik: 43 000 |
| 19:30 UTC−3 | 19:30 UTC−3     |       |         |          | Publik: 43 000 | Publik: 43 000 |
| 19:30 UTC−3 | 19:30 UTC−3     |       |         |          | Publik: 43 000 | Publik: 43 000 |

|             | 31 augusti 2017 | Uruguay | 0 – 0 | Argentina |                |                |
| 20:00 UTC−3 | 20:00 UTC−3     |         |       |           | Publik: 55 000 | Publik: 55 000 |
| 20:00 UTC−3 | 20:00 UTC−3     |         |       |           | Publik: 55 000 | Publik: 55 000 |
| 20:00 UTC−3 | 20:00 UTC−3     |         |       |           | Publik: 55 000 | Publik: 55 000 |

|             | 31 augusti 2017 | Brasilien | 2 – 0   | Ecuador |                |                |
| 21:45 UTC−3 | 21:45 UTC−3     |           | (0 – 0) |         | Publik: 38 000 | Publik: 38 000 |
| 21:45 UTC−3 | 21:45 UTC−3     |           |         |         | Publik: 38 000 | Publik: 38 000 |
| 21:45 UTC−3 | 21:45 UTC−3     |           |         |         | Publik: 38 000 | Publik: 38 000 |

|             | 31 augusti 2017 | Peru | 2 – 1   | Bolivia |                |                |
| 21:15 UTC−5 | 21:15 UTC−5     |      | (0 – 0) |         | Publik: 60 000 | Publik: 60 000 |
| 21:15 UTC−5 | 21:15 UTC−5     |      |         |         | Publik: 60 000 | Publik: 60 000 |
| 21:15 UTC−5 | 21:15 UTC−5     |      |         |         | Publik: 60 000 | Publik: 60 000 |

### Omgång 16
|             | 5 september 2017 | Bolivia | 1 – 0   | Chile |                |                |
| 16:00 UTC−4 | 16:00 UTC−4      |         | (0 – 0) |       | Publik: 31 555 | Publik: 31 555 |
| 16:00 UTC−4 | 16:00 UTC−4      |         |         |       | Publik: 31 555 | Publik: 31 555 |
| 16:00 UTC−4 | 16:00 UTC−4      |         |         |       | Publik: 31 555 | Publik: 31 555 |

|             | 5 september 2017 | Colombia | 1 – 1   | Brasilien |                |                |
| 15:30 UTC−5 | 15:30 UTC−5      |          | (0 – 1) |           | Publik: 47 500 | Publik: 47 500 |
| 15:30 UTC−5 | 15:30 UTC−5      |          |         |           | Publik: 47 500 | Publik: 47 500 |
| 15:30 UTC−5 | 15:30 UTC−5      |          |         |           | Publik: 47 500 | Publik: 47 500 |

|             | 5 september 2017 | Ecuador | 1 – 2   | Peru |                |                |
| 16:00 UTC−5 | 16:00 UTC−5      |         | (0 – 0) |      | Publik: 35 000 | Publik: 35 000 |
| 16:00 UTC−5 | 16:00 UTC−5      |         |         |      | Publik: 35 000 | Publik: 35 000 |
| 16:00 UTC−5 | 16:00 UTC−5      |         |         |      | Publik: 35 000 | Publik: 35 000 |

|             | 5 september 2017 | Argentina | 1 – 1   | Venezuela |                |                |
| 20:30 UTC−3 | 20:30 UTC−3      |           | (0 – 0) |           | Publik: 60 000 | Publik: 60 000 |
| 20:30 UTC−3 | 20:30 UTC−3      |           |         |           | Publik: 60 000 | Publik: 60 000 |
| 20:30 UTC−3 | 20:30 UTC−3      |           |         |           | Publik: 60 000 | Publik: 60 000 |

|             | 5 september 2017 | Paraguay | 1 – 2   | Uruguay |                |                |
| 20:00 UTC−4 | 20:00 UTC−4      |          | (0 – 0) |         | Publik: 35 000 | Publik: 35 000 |
| 20:00 UTC−4 | 20:00 UTC−4      |          |         |         | Publik: 35 000 | Publik: 35 000 |
| 20:00 UTC−4 | 20:00 UTC−4      |          |         |         | Publik: 35 000 | Publik: 35 000 |

### Omgång 17
|             | 5 oktober 2017 | Bolivia | 0 – 0 | Brasilien |                |                |
| 16:00 UTC−4 | 16:00 UTC−4    |         |       |           | Publik: 34 725 | Publik: 34 725 |
| 16:00 UTC−4 | 16:00 UTC−4    |         |       |           | Publik: 34 725 | Publik: 34 725 |
| 16:00 UTC−4 | 16:00 UTC−4    |         |       |           | Publik: 34 725 | Publik: 34 725 |

|             | 5 oktober 2017 | Venezuela | 0 – 0 | Uruguay |                |                |
| 17:00 UTC−4 | 17:00 UTC−4    |           |       |         | Publik: 32 100 | Publik: 32 100 |
| 17:00 UTC−4 | 17:00 UTC−4    |           |       |         | Publik: 32 100 | Publik: 32 100 |
| 17:00 UTC−4 | 17:00 UTC−4    |           |       |         | Publik: 32 100 | Publik: 32 100 |

|             | 5 oktober 2017 | Colombia | 1 – 2   | Paraguay |                |                |
| 18:30 UTC−5 | 18:30 UTC−5    |          | (0 – 0) |          | Publik: 45 000 | Publik: 45 000 |
| 18:30 UTC−5 | 18:30 UTC−5    |          |         |          | Publik: 45 000 | Publik: 45 000 |
| 18:30 UTC−5 | 18:30 UTC−5    |          |         |          | Publik: 45 000 | Publik: 45 000 |

|             | 5 oktober 2017 | Chile | 2 – 1   | Ecuador |                |                |
| 20:30 UTC−3 | 20:30 UTC−3    |       | (1 – 0) |         | Publik: 35 000 | Publik: 35 000 |
| 20:30 UTC−3 | 20:30 UTC−3    |       |         |         | Publik: 35 000 | Publik: 35 000 |
| 20:30 UTC−3 | 20:30 UTC−3    |       |         |         | Publik: 35 000 | Publik: 35 000 |

|             | 5 oktober 2017 | Argentina | 0 – 0 | Peru |                |                |
| 20:30 UTC−3 | 20:30 UTC−3    |           |       |      | Publik: 47 960 | Publik: 47 960 |
| 20:30 UTC−3 | 20:30 UTC−3    |           |       |      | Publik: 47 960 | Publik: 47 960 |
| 20:30 UTC−3 | 20:30 UTC−3    |           |       |      | Publik: 47 960 | Publik: 47 960 |

### Omgång 18
|             | 10 oktober 2017 | Paraguay | 0 – 1   | Venezuela |                |                |
| 20:30 UTC−3 | 20:30 UTC−3     |          | (0 – 0) |           | Publik: 34 786 | Publik: 34 786 |
| 20:30 UTC−3 | 20:30 UTC−3     |          |         |           | Publik: 34 786 | Publik: 34 786 |
| 20:30 UTC−3 | 20:30 UTC−3     |          |         |           | Publik: 34 786 | Publik: 34 786 |

|             | 10 oktober 2017 | Brasilien | 3 – 0   | Chile |                |                |
| 20:30 UTC−3 | 20:30 UTC−3     |           | (0 – 0) |       | Publik: 41 008 | Publik: 41 008 |
| 20:30 UTC−3 | 20:30 UTC−3     |           |         |       | Publik: 41 008 | Publik: 41 008 |
| 20:30 UTC−3 | 20:30 UTC−3     |           |         |       | Publik: 41 008 | Publik: 41 008 |

|             | 10 oktober 2017 | Ecuador | 1 – 3   | Argentina |                |                |
| 18:30 UTC−5 | 18:30 UTC−5     |         | (1 – 2) |           | Publik: 29 000 | Publik: 29 000 |
| 18:30 UTC−5 | 18:30 UTC−5     |         |         |           | Publik: 29 000 | Publik: 29 000 |
| 18:30 UTC−5 | 18:30 UTC−5     |         |         |           | Publik: 29 000 | Publik: 29 000 |

|             | 10 oktober 2017 | Peru | 1 – 1   | Colombia |                |                |
| 18:30 UTC−5 | 18:30 UTC−5     |      | (0 – 0) |          | Publik: 29 637 | Publik: 29 637 |
| 18:30 UTC−5 | 18:30 UTC−5     |      |         |          | Publik: 29 637 | Publik: 29 637 |
| 18:30 UTC−5 | 18:30 UTC−5     |      |         |          | Publik: 29 637 | Publik: 29 637 |

|             | 10 oktober 2017 | Uruguay | 4 – 2   | Bolivia |                |                |
| 20:30 UTC−3 | 20:30 UTC−3     |         | (2 – 1) |         | Publik: 50 000 | Publik: 50 000 |
| 20:30 UTC−3 | 20:30 UTC−3     |         |         |         | Publik: 50 000 | Publik: 50 000 |
| 20:30 UTC−3 | 20:30 UTC−3     |         |         |         | Publik: 50 000 | Publik: 50 000 |

## Interkontinentalt kvalspel
| Interkontinentalt kvalspel: OFC mot CONMEBOL | Interkontinentalt kvalspel: OFC mot CONMEBOL | Interkontinentalt kvalspel: OFC mot CONMEBOL | Interkontinentalt kvalspel: OFC mot CONMEBOL | Interkontinentalt kvalspel: OFC mot CONMEBOL |
| -------------------------------------------- | -------------------------------------------- | -------------------------------------------- | -------------------------------------------- | -------------------------------------------- |
| OFC                                          | Totalt                                       | CONMEBOL                                     | Möte 1                                       | Möte 2                                       |
| Nya Zeeland                                  | 0–2                                          | Peru                                         | 0–0                                          | 0–2                                          |

## Statistik

### Målskyttar
4 mål
 Felipe Caicedo
3 mål
 Alexis Sánchez
 Eduardo Vargas
 Dario Lezcano
 Jefferson Farfán
 Diego Godín
2 mål
 Juan Carlos Arce
 Rodrigo Ramallo
 Douglas Costa
 Renato Augusto
 Willian
 Edwin Cardona
 James Rodríguez
 Fidel Martínez
 Paolo Guerrero
 Martín Cáceres
 Edinson Cavani
1 mål
 Lucas Biglia
 Ángel Di María
 Ezequiel Lavezzi
 Gabriel Mercado
 Rudy Cardozo
 Alejandro Chumacero
 Yasmani Duk
 Filipe Luís
 Lucas Lima
 Ricardo Oliveira
 Felipe Gutiérrez
 Arturo Vidal
 Carlos Bacca
 Teófilo Gutiérrez
 Miler Bolaños
 Frickson Erazo
 Ángel Mena
 Jefferson Montero
 Enner Valencia
 Lucas Barrios
 Derlis González
 Raúl Ruidíaz
 Abel Hernández
 Álvaro Pereira
 Diego Rolán
 Luis Suárez
 Richard José Blanco
 Josef Martínez
 Rómulo Otero
 Mario Rondón
 Christian Santos
 Mikel Villanueva

### Publik
| Publik    | Argentina  | Bolivia    | Brasilien | Chile      | Colombia   | Ecuador   | Paraguay  | Peru      | Uruguay   | Venezuela  |
| Argentina | —          | 53 000     | 53 000    | 55 000     | 24 000     | 40 100    | 51 200    | 5/10 2017 | 42 000    | 5/9 2017   |
| Bolivia   | 26 943     | —          | 5/10 2017 | 5/9 2017   | 16 765     | 18 033    | 13 285    | 20 000    | 38 730    | 19 000     |
| Brasilien | 53 490     | 30 013     | —         | 10/10 2017 | 36 609     | 31/8 2017 | 45 000    | 45 000    | 45 010    | 38 970     |
| Chile     | 44 536     | 30 000     | 42 510    | —          | 45 312     | 5/10 2017 | 31/8 2017 | 30 662    | 42 011    | 33 136     |
| Colombia  | 46 000     | 39 000     | 5/9 2017  | 45 916     | —          | 38 400    | 5/10 2017 | 45 530    | 47 000    | 37 099     |
| Ecuador   | 10/10 2017 | 28 054     | 33 000    | 30 000     | 33 538     | —         | 34 817    | 5/9 2017  | 33 000    | 28 000     |
| Paraguay  | 37 471     | 15 850     | 24 457    | 35 000     | 33 000     | 16 287    | —         | 36 000    | 5/9 2017  | 10/10 2017 |
| Peru      | 38 700     | 31/8 2017  | 38 700    | 46 320     | 10/10 2017 | 20 000    | 26 000    | —         | 35 200    | 35 459     |
| Uruguay   | 31/8 2017  | 10/10 2017 | 55 676    | 58 000     | 40 124     | 54 868    | 32 400    | 55 000    | —         | 44 880     |
| Venezuela | 42 000     | 49 750     | 42 700    | 24 101     | 31/8 2017  | 41 659    | 36 291    | 35 920    | 5/10 2017 | —          |